# Luciano De Cecco
Luciano De Cecco (né le 2 juin 1988 à Santa Fe) est un joueur argentin de volley-ball. Il mesure 1,94 m et joue passeur. Il totalise 204 sélections en équipe d'Argentine.

## Biographie
Il est désigné meilleur passeur du tournoi olympique 2020.
En juillet 2024, il est nommé porte-drapeau de l'délégation argentine aux Jeux olympiques de 2024 avec la joueuse de hockey sur gazon Rocío Sánchez Moccia.

## Clubs
| Club                      | De        | À         |
| ------------------------- | --------- | --------- |
| Gimnasia de Santa Fe      | 2005-2006 | 2005-2006 |
| Ciudad de Bolívar         | 2006-2007 | 2006-2007 |
| Gabeca Pallavolo          | sep. 2007 | oct. 2007 |
| CA Belgrano               | oct. 2007 | avr. 2008 |
| Top Volley Latina         | 2008-2009 | 2008-2009 |
| Dynamo-Yantar Kaliningrad | 2009-2010 | 2009-2010 |
| Club Ciudad de Bolívar    | 2010-2011 | 2010-2011 |
| Gabeca Pallavolo          | 2011-2012 | 2011-2012 |
| Pallavolo Plaisance       | 2012-2013 | 2013-2014 |
| Sir Safety Pérouse        | 2014-2015 | 2019-2020 |
| AS Volley Lube            | 2020-2021 | en cours  |

## Palmarès

### En sélection nationale
- Jeux panaméricains (1)
  -  : 2015.
- Coupe NORCECA (1)
  -  : 2017.
- Championnat d'Amérique du Sud
  -  : 2007, 2009, 2011, 2013.
- Jeux olympiques
  -  : 2020.
- Mémorial Hubert Wagner
  -  : 2012.

### En club
| - Ligue des champions CEV - : 2017. - : 2018, 2019. - Coupe CEV - : 2012. - Championnat CSV des clubs (1) - : 2010. - Championnat d'Italie – Serie A (1) - : 2018. - : 2014, 2016, 2019. - : 2013, 2017. | - Challenge Cup CEV (1) - : 2013. - Coupe d'Italie – Serie A (4) - : 2014, 2018, 2019, 2021. - : 2020. - : 2015, 2016. - Championnat d'Argentine (1) - : 2007. - : 2011. | - Championnat d'Italie – Serie B - : 2009. - Coupe d'Argentine (1) - : 2007. - Supercoupe d'Italie (2) - : 2017, 2019. - : 2016, 2020. - Coupe d'Italie – Serie B (1) - : 2009. |

### Distinctions individuelles
| - 2009 : Championnat d'Amérique du Sud — Meilleur passeur - 2010 : Championnat CSV des clubs — MVP - 2010 : Championnat CSV des clubs — Meilleur passeur - 2010 : Mondial des clubs — Meilleur serveur - 2011 : Ligue mondiale — Meilleur passeur - 2011 : Championnat d'Amérique du Sud — Meilleur passeur | - 2011 : Coupe du monde — Meilleur passeur - 2013 : Challenge Cup CEV — MVP - 2015 : Jeux panaméricains — Meilleur passeur - 2016 : TQO Am. du Sud (Maiquetía, Vénézuela) — Meilleur passeur - 2017 : Ligue des champions CEV — Meilleur passeur - 2020 : Jeux olympiques - Meilleur passeur |